# Euphorbia forsskalii
Euphorbia forsskalii är en törelväxtart som beskrevs av Jacques Étienne Gay. Euphorbia forsskalii ingår i släktet törlar, och familjen törelväxter. Inga underarter finns listade i Catalogue of Life.